# مارتن بورغس
مارتن بورغس (بالإنجليزية: Martin Burgess)‏ هو مرمم ‏ بريطاني، ولد في 21 نوفمبر 1931.